# Vườn quốc gia Golestan
Vườn quốc gia Golestan (tiếng Ba Tư: پارک ملی گلستان) thường được gọi là rừng Golestan là một vườn quốc gia nằm ở tỉnh Golestan, đông bắc Iran.

## Địa lý
Vườn quốc gia này nằm ở phía đông của dãy núi Alborz và rìa phía tây của dãy Kopet Dag. Nó có diện tích 91.890 ha. Độ cao tại đây dao động từ 1.000–1.400 mét (3.300–4.600 ft) so với mực nước biển.

## Hệ sinh thái
Vườn quốc gia Golestan có nhiều loại sinh cảnh khác nhau bao gồm rừng lá rộng ôn đới, đồng cỏ, vùng núi đá, cây bụi.
Hệ thực vật bao gồm một số loài như Eremurus kopetdaghensis, Iris acutiloba và Iris kopetdagensis. Động vật đáng chú ý khi là nơi trú ẩn quan trọng của báo hoa mai Ba Tư, gấu nâu, chó rừng lông vàng, sói Ấn Độ, lợn rừng, hươu Maral, hoẵng châu Âu, cừu núi Trung Á,  dê hoang dã, linh dương bướu giáp. Đây cũng là nơi cuối cùng ở Iran thấy loài hổ Ba Tư trước khi chúng tuyệt chủng vào trước năm 1960.